# Пети артилерийски полк
Пети артилерийски полк е български артилерийски полк, формиран през 1889 година, взел участие в Балканската (1912 – 1913), Междусъюзническата (1913), Първата (1915 – 1918) и Втората световна война (1941 – 1945).

## Формиране
Историята на полка започва на 25 април 1889 година, когато с телеграма №27 на инспектора на Артилерията в Шумен от 2-ри артилерийски полк се формира Пети артилерийски полк в състав от четири батареи и планински взвод.

## Балкански войни (1912 – 1913)
През Балканската война (1912 – 1913) полкът се развръща в 5-и скорострелен артилерийски полк, формира 5-и нескорострелен артилерийски полк, влиза в състава на 4-та пехотна преславска дивизия (3-та армия) и е под командването на полковник Георги Манов.

### Пети нескорострелен артилерийски полк
Пети нескорострелен артилерийски полк е формиран на 17 септември 1912 година от състава на Пети артилерийски полк. Състои се от щаб, две артилерийски отделения и нескорострелен взвод. Влиза в състава на 4-та пехотна преславска дивизия. Командването на полка се поема от подполковник Димитър Кацаров. Разформиран е след края на Междусъюзническата война (1913) на 1 октомври 1913 година.

## Първа световна война (1915 – 1918)
По време на Първата световна война (1915 – 1918) 5-и артилерийски полк се състои от три артилерийски отделения, като 3-то отделение е формирано при мобилизацията. Влиза в състава на 4-та артилерийска бригада от 4-та пехотна преславска дивизия.
При намесата на България във войната полкът разполага със следния числен състав, добитък, обоз и въоръжение:
| Числен състав                                                  | Добитък    | Обоз                                                    | Въоръжение                      |
| -------------------------------------------------------------- | ---------- | ------------------------------------------------------- | ------------------------------- |
| Батареи: 6 Офицери: 24 Чиновници: 2 Подофицери и войници: 1197 | Коне: 1091 | Обикновени коли: 54 Товарни коли: 130 Специални коли: 3 | Пушки и карабини: 60 Оръдия: 24 |

## Между двете световни войни
На 1 декември 1920 година съгласно предписание № 6895 по 4-та дивизионна област и в изпълнение на клаузите на Ньойския мирен договор полкът е реорганизиран в 5-о артилерийско отделение. На 20 декември 1927 година отново се развръща в полк, като 5-и артилерийски полк, но носи явното название отделение до 1938 година.

## Втора световна война (1941 – 1945)
По време на Втора световна война (1941 – 1945) през 1941 и 1942 – 1943 година полкът е на Прикриващия фронт и при Черноморската отбрана, участва в преследване на партизани, както и в първата фаза на заключителния етап на войната в състава на 4-та пехотна преславска дивизия.
За времето в което полкът отсъства в мирновременния си гарнизон, на негово място се формира допълваща батарея. През месец декември 1944 г. същата при завръщането на полка от фронта се разформирова.
През април 1948 г. полкът получава и носи наименованието под. 3240, на 1 ноември 1946 г. е преименуван на Четвърти дивизионен артилерийски полк, а през 1952 г. е преименуван на Четиридесет и седми оръдеен артилерийски полк. През есента на 1952 г. полкът носи явното наименование под 65350. Съгласно строго секретно писмо № 0073 от 23 март 1961 г. от 18-а мотострелкова дивизия полкът е преименуван на Четиридесет и седми учебен артилерийски полк, което влиза в сила от 15 април 1961 г. С нов мирновременен щат № В-3408 от 6 октомври 1988 г. на мирновременната част се придава нов организационен състав, а полка е с наименование Четиридесет и седми отдел за подготовка на артилерийски резерви и съхранение на въоръжение и техника. На основание извлечение от министерска заповед № -ОХ-00515 от 7 юли 1998 г. полкът е разформиран по щат № 3480 за мирно време. За военно време се реорганизира по нов щат № – В- 1043 и е подчинен на управлението на 18-а механизирана дивизия. До 30 октомври 1998 г. се извършва предислоциране от Търговище в Шумен и неговото разформиране.

## Наименования
През годините полкът носи различни имена според претърпените реорганизации:
- Пети артилерийски полк (25 април 1889 – 17 септември 1912)
- Пети скорострелен артилерийски полк (17 септември 1912 – 1 октомври 1913)
- Пети артилерийски полк (1 октомври 1913 – 1 декември 1920)
- Пето артилерийско отделение (1 декември 1920 – 20 декември 1927)
- Пети артилерийски полк (20 декември 1927 – 1 май 1938)
- Пети дивизионен артилерийски полк (1 май 1938 – 1 ноември 1946)
- Четвърти дивизионен артилерийски полк (1 ноември 1946 – 1952)
- Четиридесет и седми оръдеен артилерийски полк (1952 – 1954)
- Четиридесет и седми дивизионен артилерийски полк (1956 – 1960)
- Четиридесет и седми учебен артилерийски полк (от 15 април 1961)
- Четиридесет и седми артилерийски полк (1961 – 1980)
- Четиридесет и седми дивизионен артилерийски полк (1981 – 1988)
- Четиридесет и седми отдел за подготовка на артилерийски резерви и съхранение на въоръжение и техника (1988 – 1998)

## Командири
През годините военното формирование има следното командване:
- Майор (подполк. от 1892) Пантелей Ценов (24 април 1889 – 1 януари 1894)
- Подполковник Йордан Севов (от 1 януари 1894 – 15 април 1900)
- Полковник Димитър Перниклийски (15 април 1900 – 7 март 1912)
- Полковник Георги Манов (8 март 1912 – 16 септември 1915)
- Подполковник (полк. от 1916) Стефан Стайчев (17 септември 1915 – 28 септември 1917)
- Полковник Янко Коджов (29 септември 1917 – 24 декември 1918)
- Полковник Евстати Кирков (8 ноември 1919 – 21 декември 1920)
- Подполковник Борис Балтаджиев (22 декември 1920 – 17 август 1923)
- Подполковник Петко Арабаджиев (18 август 1923 – 15 април 1927)
- Подполковник (полк от 26.03.1928) Владимир Заимов (16 април 1927 – 4 декември 1929)
- Подполковник Теодоси Даскалов (5 декември 1929 – 22 октомври 1930)
- Подполковник (полк. от 06.05.1931) Светослав Богданов (23 октомври 1930 – 1 април 1934)
- Подполковник (полк. от 18.07.1934) Илия Дюкмеджиев (1 април 1934 – 1 май 1936)
- Полковник Златю Тепсиев (1 май 1936 – 1941)
- Полковник Тодор Сеизов - към 1946